# Johann-Heinrich Eckhardt (General)
Johann-Heinrich Eckhardt (* 3. November 1896 in Böddiger; † 15. Mai 1945 in Winterberg) war ein deutscher Generalleutnant im Zweiten Weltkrieg.

## Leben
Eckhardt trat am 1. April 1914 als Einjährig-Freiwilliger in das 1. Ober-Elsässische Infanterie-Regiment Nr. 167 der Preußischen Armee ein. Mit dem Regiment kam er nach Ausbruch des Ersten Weltkriegs an der Westfront zum Einsatz und wurde bei den dortigen Kämpfen Anfang Dezember 1914 verwundet. Nach seiner Gesundung kam Eckhardt zum Ersatz-Bataillon des Regiments und absolvierte im April/Mai 1915 einen Offiziersaspiraten-Kursus im Sennelager. Anschließend zum Leutnant der Reserve befördert, kehrte er an die Front zurück. Am 22. August 1915 folgte seine Versetzung in das Infanterie-Regiment „von der Goltz“ (7. Pommersches) Nr. 54 an die Ostfront. Hier macht Eckhardt u. a. die Schlachten vor Dünaburg und Kekkau sowie die Stellungskämpfe an der Narajowka mit. Ende Mai 1917 verlegte er mit seinem Regiment an die Westfront, wo Eckhardt bis Kriegsende im Einsatz war. Für seine Leistungen hatte man ihm neben beiden Klassen des Eisernen Kreuzes auch das Ritterkreuz des Königlichen Hausordens von Hohenzollern mit Schwertern, das Hanseatenkreuz der Stadt Hamburg sowie das Verwundetenabzeichen in Silber verliehen.
Nach Kriegsende und Rückführung in die Heimat, schloss Eckhardt sich im März 1919 dem Freikorps „Eulenburg“ an. Er wurde dann am 1. Oktober 1920 als aktiver Offizier in die Reichswehr übernommen und dem Infanterie-Regiment 15 zugeteilt. Ende Januar 1921 folgte seine Versetzung in das 3. Infanterie-Regiment, dem Eckhardt in verschiedenen Funktionen bis Ende September 1928 angehörte. Während dieser Zeit stieg er zum Oberleutnant auf und absolvierte die Führergehilfenausbildung. Anschließend in das 7. (Preußisches) Infanterie-Regiment versetzt, wurde Eckhardt zeitgleich mit der Beförderung zum Hauptmann am 1. April 1929 zum Chef der 1. Kompanie in Oppeln ernannt. Vom 1. Oktober 1934 bis zum 30. April 1935 war er beim Stab der Heeresdienststelle Breslau tätig.
Zu Beginn des Zweiten Weltkriegs war Eckhardt Bataillonskommandeur im Infanterie-Regiment 38 der 8. Infanterie-Division und befehligte das Regiment ab Februar 1940 als Kommandeur. In dieser Stellung stieg er am 1. April 1941 zum Oberst auf, nahm am Überfall auf die Sowjetunion teil und wurde am 25. Januar 1942 mit dem Deutschen Kreuz in Gold sowie am 20. Mai 1942 mit dem Ritterkreuz des Eisernen Kreuzes ausgezeichnet. Vom 25. April bis zum 16. Juli 1943 befand er sich in der Führerreserve und wurde anschließend mit der Führung der 211. Infanterie-Division beauftragt. Am 1. Oktober 1943 wurde Eckhardt unter Beförderung zum Generalmajor zum Kommandeur dieser Division ernannt, die in der Folgezeit im Zentralabschnitt der Ostfront zum Einsatz kam. In dieser Funktion am 1. April zum Generalleutnant befördert und für seine Leistungen am 3. November 1944 mit dem Eichenlaub zum Ritterkreuz des Eisernen Kreuzes (644. Verleihung) ausgezeichnet, kommandierte Eckhardt den Großverband auch nach der Umbenennung in 211. Volksgrenadier-Division weiter. Am 8. Mai 1945 geriet er in US-amerikanische Kriegsgefangenschaft. Die Amerikaner übergaben ihn jedoch den Sowjets und Eckhardt verstarb am 15. Mai 1945 in deren Kriegsgefangenschaft.